# Ludwig-Jahn-Stadion (Herford)
Das Ludwig-Jahn-Stadion ist ein Fußballstadion mit Leichtathletikanlage im Stadtteil Neustädter Feldmark der nordrhein-westfälischen Stadt Herford. Die Anlage wurde 1955 eröffnet und zuletzt Ende der 1990er Jahre renoviert. Die Hauptnutzer des Stadions sind die Frauen des Herforder SV (Westfalenliga) sowie der Männer-Landesligist SC Herford. Benannt wurde das Stadion nach dem „Turnvater“ Friedrich Ludwig Jahn.

## Stadion
Das Stadion liegt an der Wiesestraße östlich der Werre, einem Nebenfluss der Weser, und südlich des Schwimmbads H20. Es bietet 18.400 Plätze, davon 1400 überdachte Sitzplätze auf der Haupttribüne. Die Leichtathletikanlage verfügt über sechs Spuren. Eine Flutlichtanlage existiert nicht.
Das Stadion hat 20 Umkleidekabinen und drei Schiedsrichterkabinen. Neben dem Stadion umfasst die Anlage noch drei weitere Rasenplätze, drei Kunstrasenplätze. Die Spielstätte gehört zu den 70 größten Stadien Deutschlands.
Bei Bundesliga-Heimspielen des Herforder SV war das Fassungsvermögen durch Sicherheitsauflagen des DFB und der Versammlungsstättenverordnung auf 5.000 Zuschauer begrenzt.
Auf der gegenüberliegenden Seite der Wiesestraße befindet sich die Kiewiese, die als Parkplatz für das Stadion und das Schwimmbad dient.

## Geschichte
Bereits im Jahre 1936 wurde in Herford die Ludwig-Jahn-Kampfbahn errichtet. Das Stadion verfügte über ein Spielfeld, eine Laufbahn und einfache Stehstufenränge. Während des Zweiten Weltkrieges wurde das Stadion durch Bombenangriffe auf die nahegelegene Eisenbahnbrücke über die Werre stark beschädigt. Im Februar 1946 sorgte das Hochwasser für weitere Schäden. Nach dem Zweiten Weltkrieg wurde es 1945 von der britischen Besatzungsmacht besetzt, wobei es zunächst als Gefangenenlager für deutsche Kriegsgefangene und anschließend als Garnisonsstadion (Garrison Stadium) diente. Am 23. Mai 1947 erlaubte der britische Standortkommandant die Nutzung durch die deutsche Bevölkerung von Montag bis Donnerstag. Voraussetzung war allerdings, dass die Stadt die Herrichtung und Pflege des Platzes übernahm. Die Nutzungszeiten wurden unter der Federführung des städtischen Jugend- und Sportamtes verteilt. Bei Benutzungswünschen außerhalb der zugestandenen Zeiten erfolgte eine Abstimmung mit dem Standortkommandanten, der die Wünsche weitgehend erfüllte. So fand zum Beispiel am Sonntag, dem 4. Juni 1950 ein Fußballspiel zwischen Spielern des Nordwestdeutschen Rundfunks und bekannten Bürgern der Stadt Herford zu Gunsten der Tuberkulose-Hilfe vor 4000 Zuschauern statt.
Im Februar 1950 wurde von der Stadt beschlossen, das in Nordost-Südwest-Richtung liegende, beschädigte Stadion in ost-westlicher Richtung neu zu bauen, damit die Spieler möglichst wenig durch die Sonne geblendet wurden. Im Mai 1951 wurde von der Besatzungsmacht an der bis dahin offenen Stelle des Stadions ein Stacheldrahtzaun gezogen und ein Schild aufgestellt, nach dem den Deutschen das Betreten des Stadions verboten war. Nachdem im Januar 1952 die Wiederfreigabe des Stadions erfolgt war, stellt der Stadtrat im März 1952 das Geld für den Neubau bereit. Ein Jahr später wurde mit dem Bau begonnen. Am 25. und 26. Juni 1955 wurde das Ludwig-Jahn-Stadion mit einem Stadionfest, Sportvorführungen und einem Fußballspiel eingeweiht. Erster Nutzer war mit dem VfB Einigkeit Herford einer der Stammvereine des heutigen SC Herford. Bis 1960 folgten weitere Ausbauten, wie der Bau der überdachten Haupttribüne, so dass die Einheimischen vom „größten und schönsten Stadion zwischen Dortmund und Hannover“ sprachen. Die Bielefelder Alm wurde dabei ignoriert. Diese verfügt über keine Laufbahn und galt für die Herforder daher nicht als Stadion.
Nach dem Aufstieg des SC Herford in die 2. Bundesliga im Jahr 1976 erhielt der Innenbereich des Stadions aufgrund von DFB-Auflagen eine Umzäunung. Eine Flutlichtanlage wurde aus Kostengründen dagegen nicht installiert.
In den 1980er Jahren wurden notwendige Reparatur- und Instandhaltungsmaßnahmen immer wieder aufgeschoben. Ende des Jahrzehnts war das Stadion so marode, dass die Einheimischen von der „größten Ruine zwischen Dortmund und Hannover“ sprachen. Schließlich begannen 1989 die Planungen für eine Renovierung. Über einen Zeitraum von acht Jahren wurde das Stadion in vier Bauabschnitten saniert. Dabei wurden rund fünf Millionen Euro investiert. Da das Land Nordrhein-Westfalen dem Stadion eine überregionale Bedeutung attestierte übernahm das Land die Hälfte der Kosten. Den Rest teilten sich die Stadt und der Kreis Herford. Am 8. Juni 1998 wurde das renovierte Stadion mit einem Show- und Sportprogramm eröffnet. Höhepunkt war ein Fußballspiel zwischen der Uwe-Seeler-Traditionsmannschaft und den Alten Herren des SC Herford.

## Bedeutende Spiele

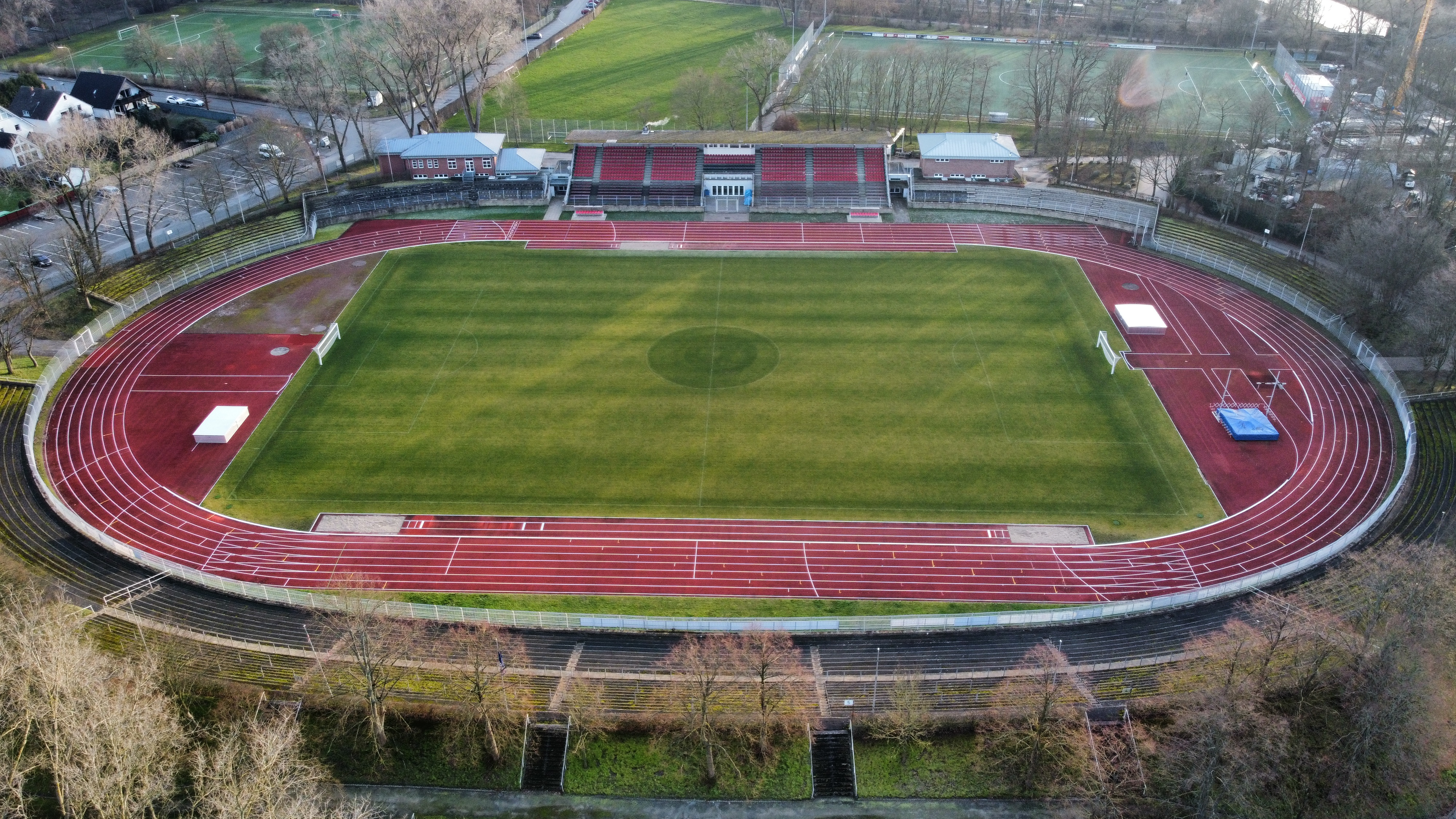
Stadion Luftbild

Am 25. Oktober 1964 wurde der Besucherrekord mit knapp 30.000 Zuschauern aufgestellt. An diesem Tag fand das Endspiel um die Deutsche Feldhandballmeisterschaft zwischen dem TuS 05 Wellinghofen und dem TSV Grün-Weiß Dankersen statt. Über die genaue Anzahl der Zuschauer bestand allerdings Unklarheit. Ob 25.000, 27.000 oder 30.000 Zuschauer dem Spiel beiwohnten, wird sich nicht mit letzter Sicherheit feststellen lassen. Hunderte oder Tausende sind über die Stadionzäune gestiegen oder durch das Haupttor, das wegen des großen Andrangs geöffnet wurde, ins Stadiongelände gelangt. Das Spiel endete mit einem 13:9-Sieg für den TuS 05 Wellinghofen.
Das Stadion war dreimal Austragungsort des Endspiels um die deutsche Fußball-Amateurmeisterschaft. 1960 besiegten die Amateure von Hannover 96 den BV Osterfeld im Wiederholungsspiel mit 3:0. Das erste Finale endete vor 22.000 Zuschauern mit 1:1 nach Verlängerung. Zur damaligen Zeit war das Elfmeterschießen noch nicht eingeführt. 1966 setzten sich die Amateure von Werder Bremen mit 5:1 gegen die Amateure von Hannover 96 durch. 1967 gewann der STV Horst-Emscher mit 2:0 gegen die Amateure von Hannover 96. 1974 wurde das Finale des Fußball-Länderpokals der Männer im Herforder Stadion ausgetragen. Hier setzte sich die Auswahl des Mittelrheins mit 1:0 gegen die westfälische Auswahl durch.
Am 18. Oktober 1975 spielte der Bünder SV gegen die Mannschaft des FC Bayern München in der 2. Hauptrunde des DFB-Pokals 1975/76 vor 22.000 Zuschauern. Das Spiel, das 0:3 endete, wurde im Herforder Stadion ausgetragen, weil es in Bünde kein entsprechend großes Stadion gab. Gleichzeitig wurde ein Zuschauerrekord für Fußballspiele im Ludwig-Jahn-Stadion aufgestellt. Der Zuschauerrekord des SC Herford wurde am 5. Mai 1978 aufgestellt, als 17.000 Zuschauer einen 2:0-Sieg gegen Arminia Bielefeld sahen. Die Fußballerinnen des Herforder SV erreichten am 17. September 2008 ihre Rekordmarke, als 2748 Zuschauer die 0:3-Niederlage gegen den 1. FFC Frankfurt sahen.
Zweimal gab es internationalen Fußball im Herforder Ludwig-Jahn-Stadion. Am 27. Mai 1981 trafen im Rahmen der U-18-Fußball-Europameisterschaft die Auswahlen aus Griechenland und Wales aufeinander. Die Waliser konnten durch einen 1:0-Sieg die Partie der Vorrundengruppe A für sich entscheiden. Am 13. Juni 2010 fand im Ludwig-Jahn-Stadion ein Länderspiel der deutschen U-20-Fußballnationalmannschaft der Frauen gegen die USA statt. Vor 1611 Zuschauern endete das Freundschaftsspiel mit 3:1 für Deutschland.
Während der Fußball-Regionalligasaison 2004/05 trug die zweite Mannschaft von Arminia Bielefeld einige Heimspiele im Ludwig-Jahn-Stadion aus. Mitte der 1960er Jahre war das Herforder Stadion zeitweilig auch als Spielstätte der Profimannschaft der Arminia im Gespräch. Als die Bielefelder in der Regionalligasaison 1966/67 Herbstmeister wurden, war ihr eigenes Stadion nicht bundesligatauglich, so dass ein Umzug nach Herford nötig gewesen wäre. Später wurde die Alm ausgebaut und ein Umzug nach Herford war kein Thema mehr.
Am 8. August 2023 traf der amtierende Herforder Kreispokalsieger SG Frisch-Auf Herringhausen-Eickum (Bezirksliga/8. Liga) hier in der 1. Runde des Westfalenpokals auf den Drittligisten Arminia Bielefeld, welcher sich vor 3000 Zuschauern knapp mit 0:2 durchsetzen konnte und in die nächste Runde zog.

## Weitere Veranstaltungen
Als erste Veranstaltung nach der Einweihung des Stadions wurde 1955 dort die Deutsche Hochschulmeisterschaft in der Leichtathletik ausgerichtet. 1968 wurden die Deutschen Jugend-Leichtathletikmeisterschaften und danach der Europacup der Leichtathletikjunioren ausgetragen. Auch für nichtsportliche Aktivitäten wurde das Stadion genutzt, so z. B. am 8. Juni 1968, als das Deutschlandfinale der TV-Show Spiel ohne Grenzen in Herford ausgetragen wurde. 17.000 Zuschauer verfolgten die Livesendung mit Camillo Felgen und Co-Moderator Frank Elstner im Stadion. 1978 oder 1979 fand im Stadion eine Ausstellung der Bundeswehr sowie die Vereidigung von Rekruten statt. Seit 2011 findet dort jährlich im Herbst der Auto-Mattern Wälle-Lauf mit über 1500 Teilnehmern statt. Start und Ziel sind im Stadion. Angeboten werden ein Schüler- oder Bambini-Lauf, ein Firmenlauf (6,8 km) und der eigentliche Auto Mattern Wälle Lauf über die traditionellen zwei Cityrunden = 10 Kilometer.